# Mazurek (gastronomia)
Il mazurek è una dolce polacco consumato a Pasqua.

## Etimologia
Secondo alcuni, la torta riprenderebbe il nome dai masoviani, che erano un tempo conosciuti come mazurzy, e che abitano nella Mazovia, nella Polonia centrale. Un'altra teoria vuole che il mazurek riprenda il nome dalla mazurca (in polacco mazurek), una tradizionale danza polacca che fa uso del triplo metro.

## Storia
Il mazurek risulta inventato agli inizi del XVII secolo, epoca in cui le rotte commerciali con la Turchia resero possibile l'importazione delle spezie sul suolo polacco. Un tempo, il dolce era una ricompensa per i credenti che si erano astenuti dal consumo di carne e dolci durante la Quaresima (in polacco Wielki Post). Nel 2011, il mazurek alle noci tipico del Voivodato della Cuiavia-Pomerania entrò a far parte dei prodotti da forno tradizionali polacchi. Oggi il mazurek è una specialità stagionale, e fra i più noti dolci pasquali del paese.

## Caratteristiche
Il tipico mazurek può essere composto da una o due sfoglie molto sottili di pasta frolla, o, in altri casi, da strati alternati di pan di Spagna e pasta brisé. Il dolce presenta una farcia di confettura dolce e viene ricoperto con glassa zuccherata, caramello, o gelatina di frutta. Il mazurek viene decorato anche con frutta secca, e una glassa di noci o a base di mandorle e frutta candita.